# Distretto di Sundergarh
Il distretto di Sundergarh è un distretto dell'Orissa, in India, di 1 829 412 abitanti. Il suo capoluogo è Sundergarh.